# Enrique de Bar
Enrique de Bar (c. 1362-octubre de 1397, en Treviso, Italia) fue señor de Marle y marqués de Pont-à-Mousson. Era el hijo mayor de Roberto I de Bar y María de Valois.
Al principio de su vida, estuvo comprometido con la hija de Juan I de Lorena, Isabel. Sin embargo, el compromiso se rompió y en su lugar se casaría con una hija de Enguerrand VII de Coucy.
En 1374, Enrique acudió a la corte de su tío, el rey Carlos V de Francia. En 1380, Enrique fue nombrado caballero en la coronación de su primo Carlos VI. Lucharía en la campaña de Flandes de 1383 y en la campaña de Güeldres de 1388. Luego regresó a Bar y lo gobernó en nombre de su padre, que a menudo estaba inmovilizado por ataques de gota.
En noviembre de 1384, el propio Enrique se casó con María I de Coucy, condesa de Soissons, hija de Enguerrand VII, conde de Soissons y señor de Coucy, de su primera esposa, la princesa Isabel de Inglaterra, hija mayor del rey Eduardo III. María se convirtió en señora de Coucy y de Oisy tras la muerte de su padre en 1397. Enrique tuvo dos hijos con María:
- Enguerrand (murió c. 1400),
- Roberto de Bar, que devinó en conde de Marle y de Soissons.[2]

En 1396, Enrique negoció la neutralidad de Gian Galeazzo Visconti, duque de Milán, en los tratos con el protectorado francés en la república de Gênes. Luego luchó del lado del duque de Nevers en la cruzada contra el Imperio otomano, siendo capturado al final de la batalla de Nicópolis el 25 de septiembre de 1396. Fue hecho prisionero y luego rescatado, pero murió en el campamento de los cruzados en Treviso después de contraer la peste en Venecia en su viaje de regreso.